# Generation Wild
Generation Wild är det tredje studioalbumet av den svenska sleazerock/glam metal-gruppen Crashdïet. Albumet gavs ut 14 april 2010. Det är det första albumet med bandets nya sångare Simon Cruz efter att den tidigare sångaren Olliver Twisted lämnat bandet. 
Den svenska pressen gav albumet goda omdömen, bland annat betyg 4 av 5 både av Fredrik Strage i Dagens Nyheter och av Martin Carlsson i Expressen Albumet har som bäst placerat sig som nummer tre på den svenska försäljningslistan.
Titelspåret, Generation Wild, släpptes som singel 28 februari 2010. Enligt Aftonbladet valde svenska MTV att inte visa videon till låten på grund av det blodiga innehållet.

## Låtlista
1. "442
2. "Armageddon"   (Martin Sweet, Rampac, Simon Cruz)
3. "So Alive"   (Martin Sweet, Johnny Gunn, Simon Cruz)
4. "Generation Wild"   (Crashdiet, Rampac)
5. "Rebel"   (Martin Sweet, Simon Cruz)
6. "Save Her"   (Martin Sweet, Johnny Gunn)
7. "Down With the Dust"   (Eric Young)
8. "Native Nature"   (Martin Sweet, Rampac, Simon Cruz)
9. "Chemical"   (Martin Sweet, Johnny Gunn)
10. "Bound to Fall"   (Eric young, Simon Cruz, Peter London)
11. "Beautiful Pain"   (Martin Sweet, Simon Cruz)

## Singlar
- "Generation Wild"
- "Chemical"

## Medverkan
- Simon Cruz – Sång och gitarr
- Martin Sweet – Gitarr
- Peter London – Bas
- Eric Young – Trummor